# Appennino umbro-marchigiano
L'Appennino umbro-marchigiano è la sezione dell'Appennino centrale, compresa tra l'Appennino tosco-romagnolo a nord e l'Appennino abruzzese a sud; il suo territorio è suddiviso tra l'Umbria e le Marche. La vetta più alta è il Monte Vettore (2.476 m s.l.m.).

## Descrizione

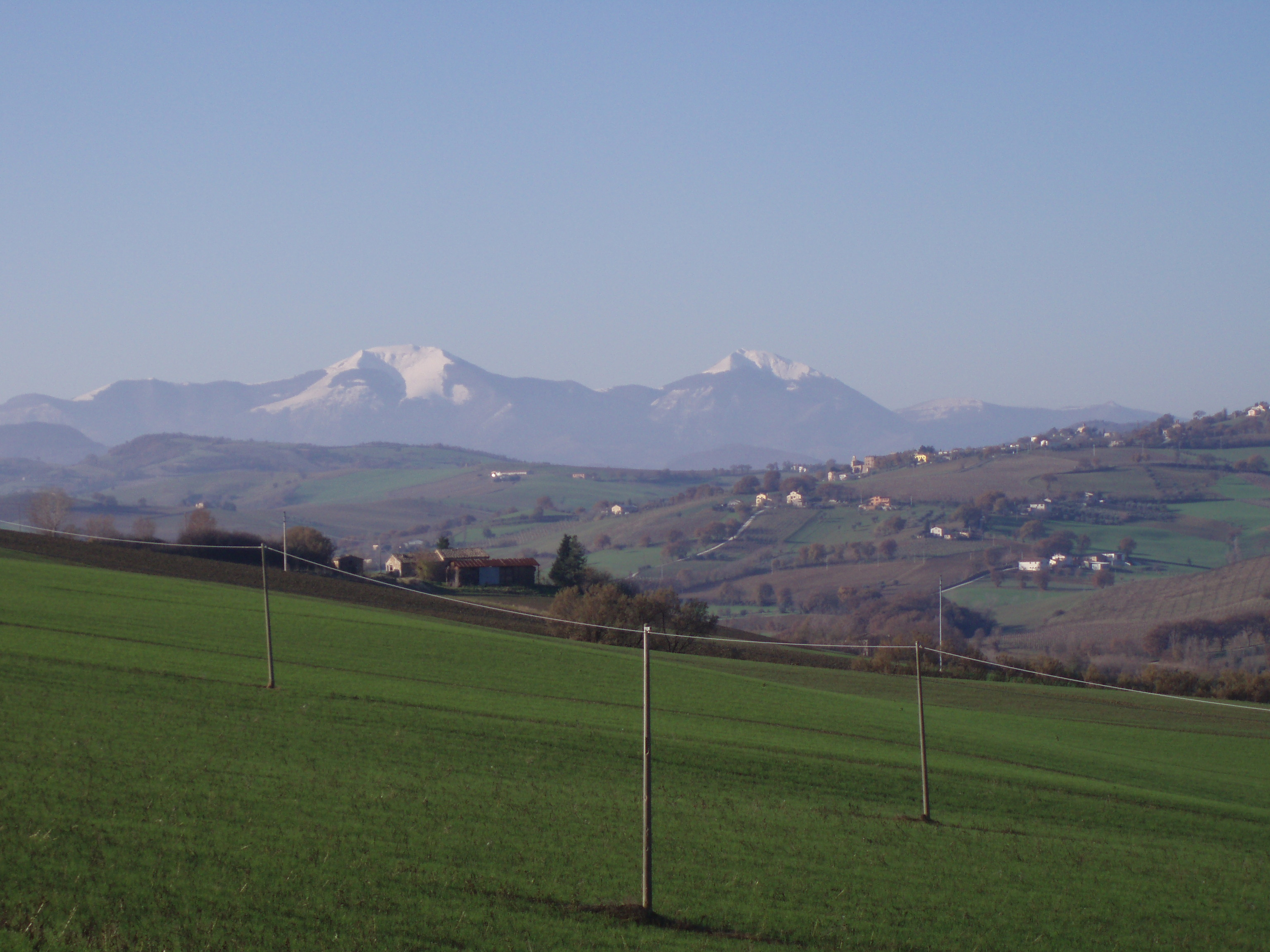
Monte Catria

Veduta da Monte Subasio verso est

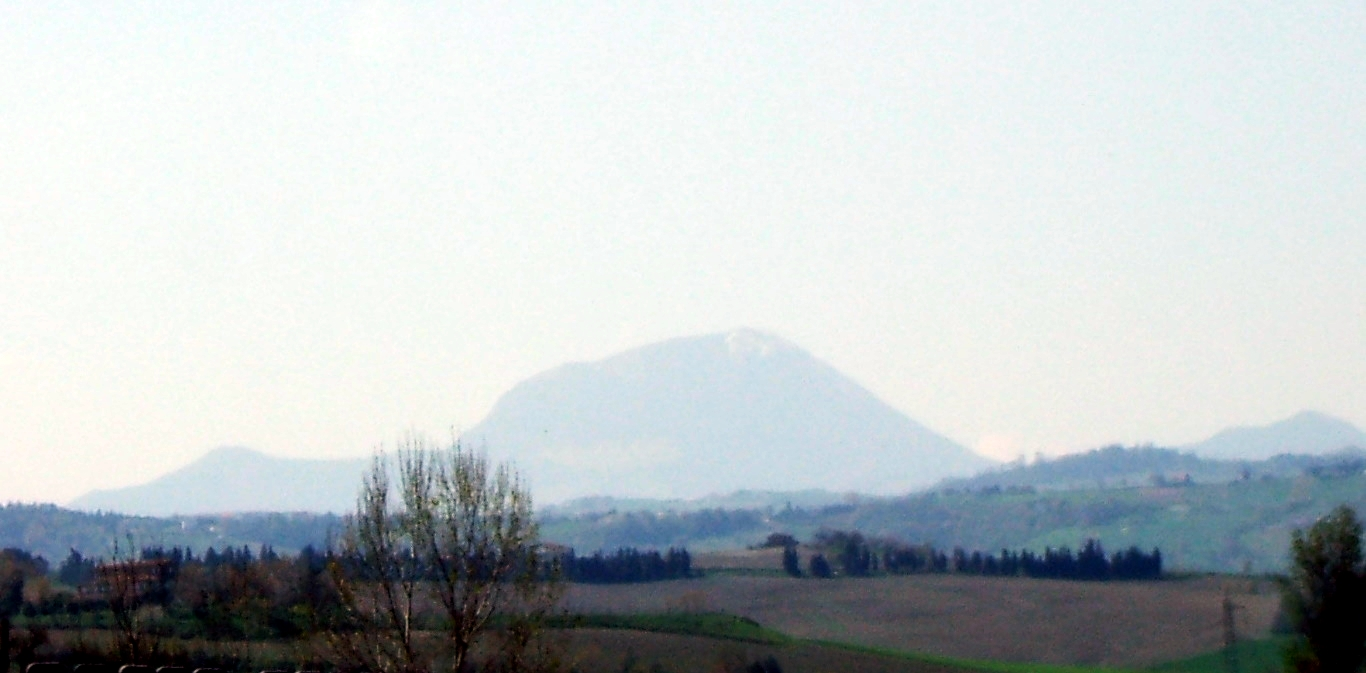
Monte San Vicino

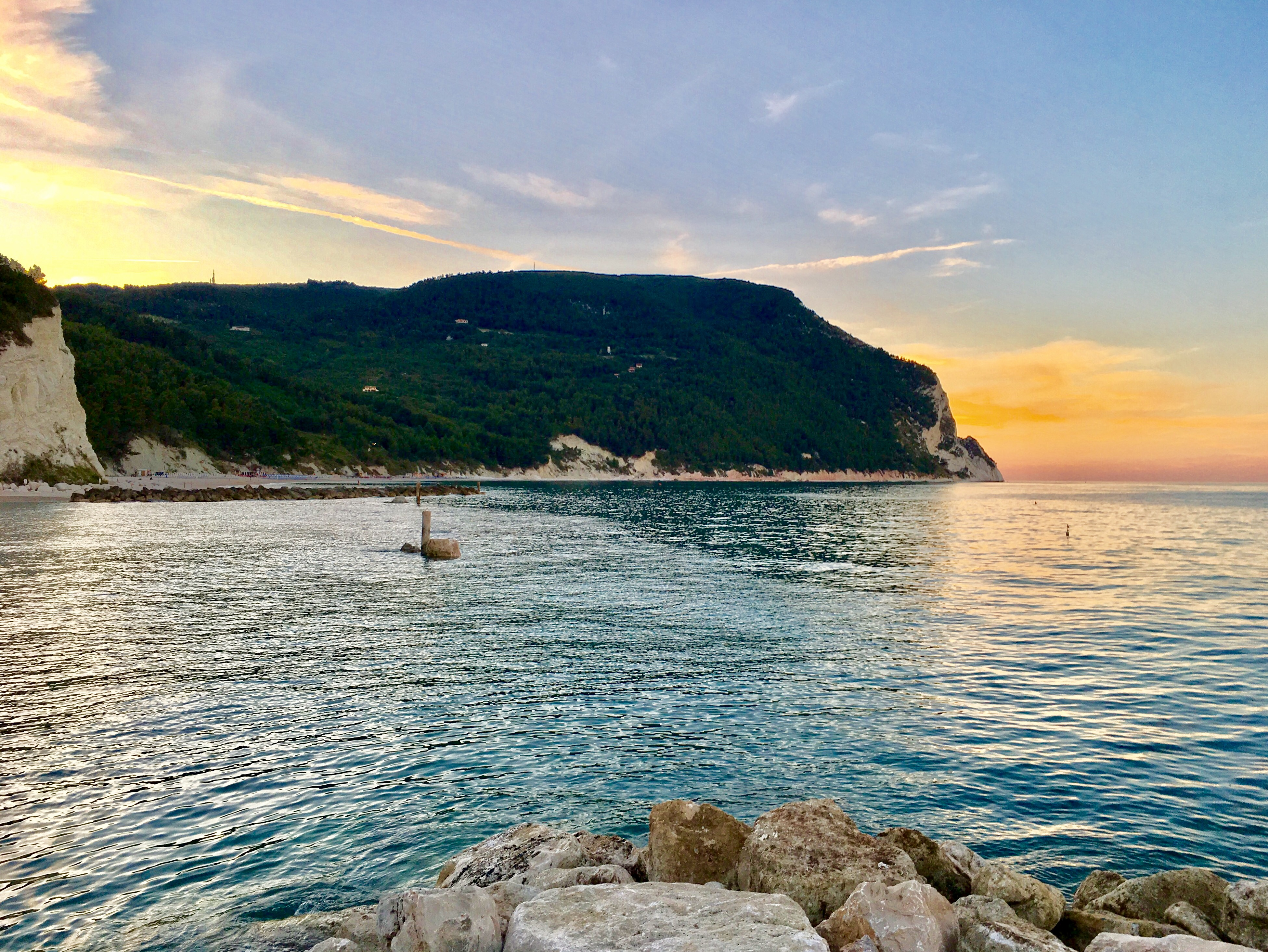
Monte Conero

Monte Sibilla

### Confini
L'Appennino umbro-marchigiano ha come limite settentrionale il valico di Bocca Trabaria o, secondo altre fonti, quello di Bocca Serriola; altre fonti, infine, considerano tutta la zona compresa tra questi due valichi come punto di congiunzione tra i due tratti appenninici. Il limite meridionale è il Passo di Montereale oppure il Passo della Torrita, sempre a seconda delle fonti.

### Geomorfologia
L'Appennino umbro-marchigiano non è costituito da una sola catena, da cui si stacchino dei contrafforti, ma piuttosto da un fascio di catene parallele che si estendono da nord-ovest a sud-est. Si descrivono di seguito le cinque catene principali, elencate da ovest ad est.
- Catena occidentale

Si estende principalmente in Umbria. Comincia a sud-est di Bocca Serriola (o Bocca Trabaria) e si dirige verso sud fino al fiume Soara, fino ad abbassarsi ed allargarsi formando l'altopiano di Gubbio. Quindi si rialza nuovamente con il Monte Subasio (1290 m) e più a sud con il Monte Maggiore (1488 m), termina sul fiume Nera dopo i Monti Martani.
- Catena centrale

Segna un lungo tratto del confine tra l'Umbria e le Marche. Segue la direzione della precedente, elevandosi in molti punti ben oltre i 1500 m (Monte Catria 1702 m, Monte Acuto 1668 m e Monte Cucco 1566 m), costituendo così la maggiore altitudine tra la catena dei Sibillini e il Corno alle Scale. La catena centrale è unita alla catena occidentale da un piccolo altipiano che culmina al Passo della Scheggia. È detta anche "catena del Monte Cucco-Catria-Nerone",
- Catena orientale

È la più elevata e si estende in territorio marchigiano nel suo tratto settentrionale, mentre nel tratto meridionale interessa anche l'Umbria. Inizia sulla riva sinistra del fiume Metauro e si dirige a sud-est, mantenendosi parallela alla dorsale. Con il Monte San Vicino si eleva fino a 1486 metri ed è caratterizzata da varie gole, ove scorrono i fiumi che, nati dalla catena centrale, vanno a gettarsi nell'Adriatico. A sud del Monte San Vicino la catena punta direttamente a meridione e quindi si eleva con i Monti Sibillini, che con il Monte Vettore (2476 m) detengono la massima elevazione dell'Appennino umbro-marchigiano. Dal passo di Forca Canapine, che mette in comunicazione la valle di Norcia con la valle del Tronto, la catena prosegue verso sud-ovest dapprima delimitando la valle del Tronto e poi la valle del fiume Velino, in direzione del Monte Terminillo, la massima elevazione (2217 m) della catena dei Monti Reatini.
- Ellissoide di Cingoli

Andando ancora verso est si incontra un'ulteriore piega appenninica, detta a causa della sua forma "ellissoide di Cingoli". Si estende interamente nelle Marche e svetta nel panorama collinare di questa regione; prende il nome da Cingoli, centro non a caso definito il "balcone delle Marche".
- Monte Conero

Compresa interamente nelle Marche è l'ultima piega appenninica verso oriente: il Monte Conero o Monte d'Ancona, che arriva a toccare il mare Adriatico formando il promontorio omonimo e la Riviera del Conero. Le pendici settentrionali del Conero proteggono il porto di Ancona.

### Orografia
Le montagne principali dell'Appennino umbro-marchigiano sono:
- Monte Vettore - 2.476 m
- Cima del Redentore - 2.448 m
- Monte Priora - 2.333 m
- Pizzo Berro - 2259 m
- Monte Porche - 2233 m
- Monte Argentella - 2.201 m
- Monte Sibilla - 2.173 m
- Monte Bove - 2.169 m
- Pizzo Tre Vescovi - 2092 m
- Monte Lieto - 1.944 m
- Monte Utero - 1 806,9 m
- Monte Catria - 1.702 m
- Monte Coscerno - 1.685 m
- Monte Aspra - 1.672 m
- Monte Acuto - 1.668 m
- Monte Pennino - 1.571 m
- Monte Cucco - 1.566 m
- Monte Nerone - 1.525 m
- Monte Cavallo - 1.500 m
- Monte Ceresa - 1.494 m
- Monte Maggiore - 1.488 m
- Monte San Vicino - 1.479 m
- Monte Igno - 1.435 m
- Monte Penna - 1.433 m
- Monte Serano - 1429 m
- Monte Corno - 1.412 m
- Monte Pagliano - 1.396 m
- Monte Le Gronde - 1.373 m
- Monte Maggio - 1.361 m
- Monte Serra Santa - 1.348 m
- Monte Motette - 1.331 m
- Monte Alto - 1.321 m
- Monte Subasio - 1.290 m
- Monte Solenne - 1.288 m
- Monte Strega - 1.278 m
- Monte Tenetra - 1.240 m
- Monte Morcia - 1.223 m
- Monte Petrano - 1.162 m
- Monte Torre Maggiore - 1.121 m
- Monte Martano - 1.090 m
- Serra di Burano - 1.020 m
- Monte Valmeronte - 978 m
- Monte Paganuccio - 976 m
- Monte La Pereta - 976 m
- Monte Montiego - 975 m
- Monte Picognola - 972 m
- Monte Acuto - 926 m
- Monte Pietralata - 889 m

### Valli
Per la sua conformazione è intersecato da valli longitudinali (che seguono cioè la direzione delle catene), la più importante delle quali è la Val Tiberina (alta valle del Tevere), la conca di Gubbio, la valle Umbra, l'altopiano di Leonessa, la Conca ternana e la conca Reatina.
Le rocce calcaree contengono molti fossili marini di invertebrati, tra cui anche le ammoniti.

### Valichi

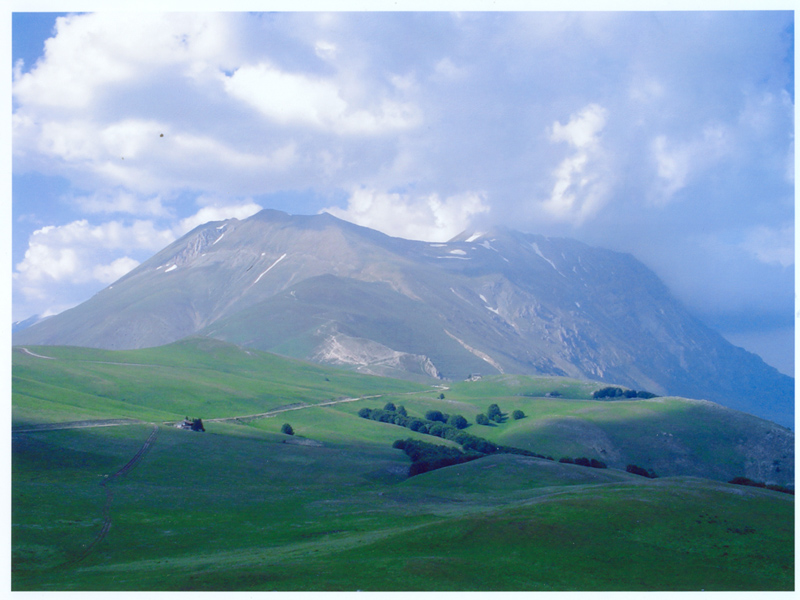
Forca di Presta

I valichi principali che interessano questa parte della catena appenninica sono:
- Passo Cattivo - 1.869 m
- Forca di Presta - 1.550 m
- Forca Canapine - 1.541 m
- Bocca Trabaria - 1.049 m
- Passo della Torrita - 1.010 m
- Bocca Serriola - 730 m
- Valico della Somma - 680 m
- Passo della Scheggia - 632 m

## Ambiente

### Parchi

#### Parchi nazionali

Parco nazionale dei Monti Sibillini

- Parco nazionale dei Monti Sibillini
- Parco nazionale del Gran Sasso e Monti della Laga

#### Parchi regionali
- Parco di Colfiorito
- Parco del monte Cucco
- Parco del Monte San Bartolo

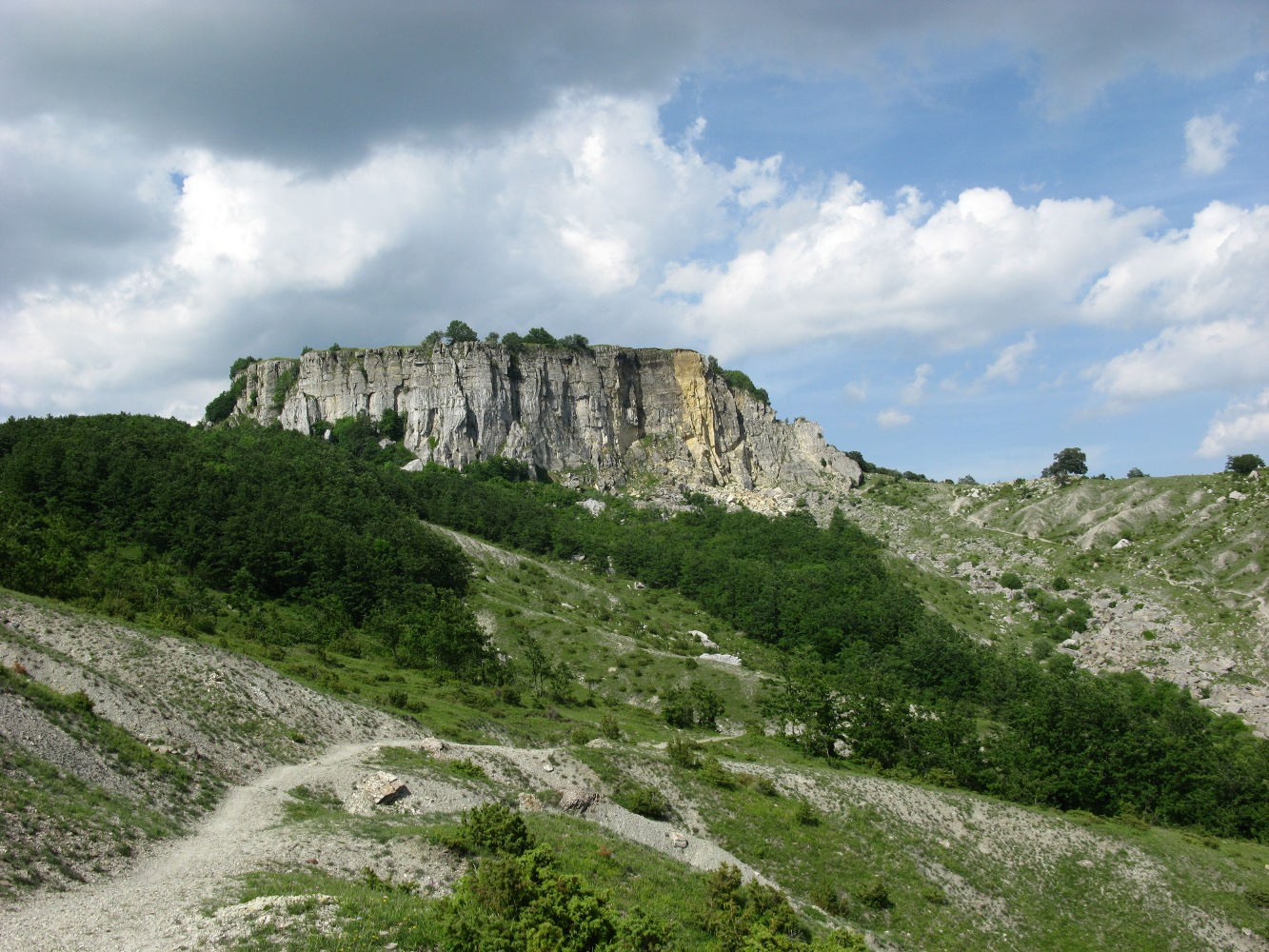
Parco naturale regionale del Sasso Simone e Simoncello

- Parco del Sasso Simone e Simoncello
- Parco della Gola della Rossa e di Frasassi
- Parco del Conero

#### Riserve naturali statali
- Riserva naturale dell'Abbadia di Fiastra
- Riserva naturale della Montagna di Torricchio
- Riserva naturale della Gola del Furlo

#### Riserve naturali regionali
- Riserva di Ripa Bianca
- Riserva della Sentina
- Riserva del Monte san Vicino e Monte Canfaito

### Stazioni sciistiche

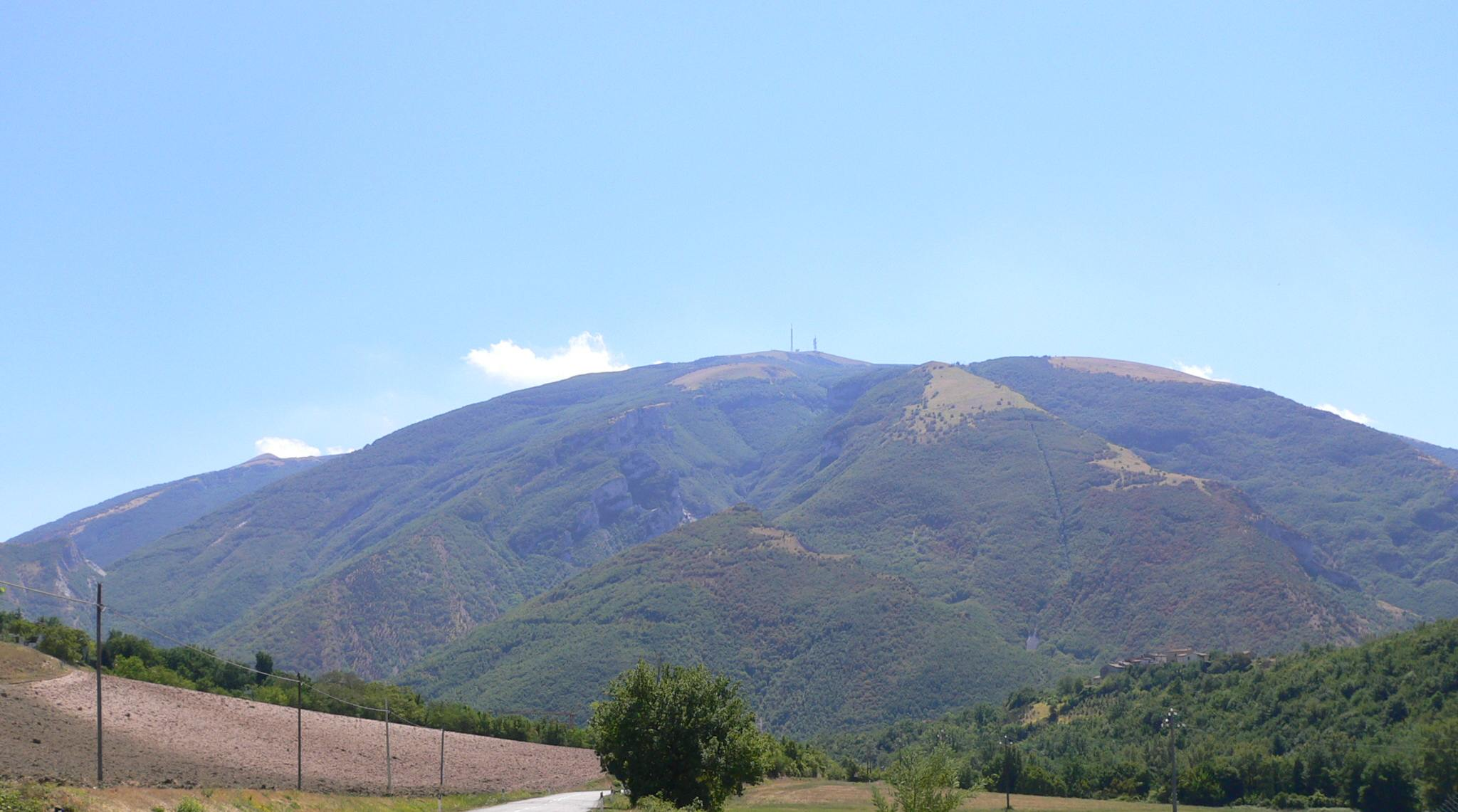
Monte Nerone

- Monte Nerone
- Monte Catria
- Monte Prata
- Frontignano (Ussita)